# يوسف باراك
يوسف باراك (2 فبراير 1984 كابل أفغانستان - ) هو لاعب كرة قدم أفغاني، يلعب كمدافع.

## مسيرته

### مسيرته مع الأندية
- 2003 - 2006 لعب مع KSV Baunatal [الإنجليزية]‏ 58 مباراة.
- 2006 - 2007 لعب مع بادربورن 07 11 مباراة.
- 2007 - 2008 لعب مع FSC Lohfelden [الإنجليزية]‏ 26 مباراة سجل خلالها هدف.
- 2008 - 2010 لعب مع نادي هسن كاسل 4 مباريات.

## روابط خارجية
- يوسف باراك على موقع الاتحاد الدولي (مؤرشف)  (الإنجليزية)
- يوسف باراك على موقع ناشيونال فوتبول تيمز (الإنجليزية)
- يوسف باراك على موقع عالم كرة القدم.نت (الإنجليزية)